# Bano (título)

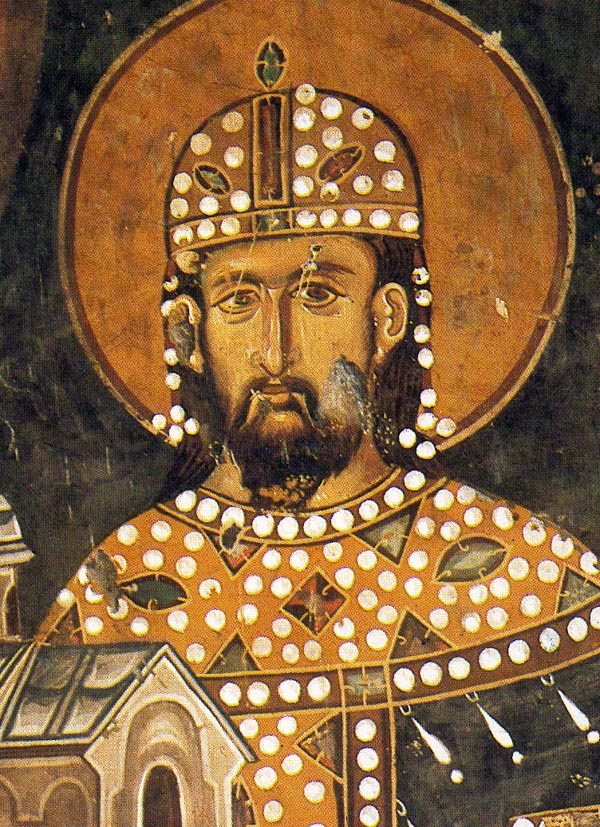
Estêvão Dragutino, Ban do Banato de Só, Reino da Hungria

Bano (em latim: banus; em bósnio: ban) foi o título dos governantes locais ou detentores de cargos, semelhante ao vice-rei, usado em vários estados da Europa Central e nos Bálcãs entre o século VII e o XX. Os exemplos mais comuns foram encontrados na Croácia medieval e em regiões medievais governadas e influenciadas pelo Reino da Hungria. Muitas vezes governaram como representantes governamentais do rei, comandantes militares supremos e juízes e, na Croácia do século XVIII, até mesmo como principais funcionários do governo. No Banato da Bósnia, eles sempre foram governantes supremos de facto.

## Origem
A primeira menção conhecida do título de ban é no século X por Constantino VII Porfirogênito, na obra Sobre a Administração Imperial, nos capítulos 30 e 31, dedicado aos croatas e à organização croata do seu estado medieval. No capítulo 30, descrevendo em grego bizantino, como o estado croata foi dividido em onze zupanias (em grego clássico: ζουπανίας; jupã), o ban βοάνος (Boános), καὶ ὁ βοάνος αὐτῶν κρατεῖ (governa sobre) τὴν Κρίβασαν (Krbava), τὴν Λίτζαν (Lika) καὶ (e) τὴν Γουτζησκά (Gacka).  No capítulo 31, descrevendo a força militar e naval da Croácia, "Miroslav, que governou durante quatro anos, foi morto pelos βοέάνου (boéánou) Πριβουνία (Pribounía, ou seja, Pribina)", e depois disso seguiu-se uma diminuição temporária da força militar do Reino Croata. 
Em 1029, uma carta latina foi publicada por Jelena, irmã do ban Godemir, em Obrovac, para doação ao mosteiro de São Krševan em Zadar.  Nele ela é apresentada como "Ego Heleniza, soror Godemiri bani..."  Franjo Rački observou que se não for um original, então é certamente uma transcrição do mesmo século XI.  
No século XII, o título foi mencionado por um monge anônimo de Dóclea e no Cartulário Supetar.  O historiador grego bizantino João Cinamo escreveu o título na forma grega μπάνος (mpanos).  Na Crônica do Padre de Dóclea, que data dos séculos XII e XIII, na redação latina está escrito como banus, banum, bano, e na redação croata apenas como ban.  O Cartulário Supetar inclui informações até o sséculo XII, mas a escrita específica sobre proibições é datada do final do século XIII e início do XIV, uma transcrição de um documento mais antigo.  Menciona que existiram sete banimentos e foram eleitos pelas seis das doze tribos nobres croatas, onde o título está escrito como banus e bani. 

### Etimologia
A palavra protoeslava tardia *banъ é considerado não pertencente ao estoque lexical eslavo nativo e geralmente é considerado um empréstimo de uma língua turca,    mas tal derivação é altamente criticada pelos historiadores modernos que preferem argumentar a origem da Europa Ocidental.    A origem do título entre os croatas medievais não é completamente compreendida,  e é difícil determinar a fonte exata e reconstruir a forma original da palavra turca da qual deriva.  De acordo com a teoria dominante, é geralmente explicado como uma derivação do nome pessoal do governante ávaro da Panônia, Beano,      que é uma derivação da raiz prototurca *bāj - “rico, riqueza, riqueza; príncipe; marido”.   A raiz prototurca *bāj- às vezes é explicada como uma palavra turca nativa;  no entanto, também poderia ser um empréstimo da Bay iraniana (do proto-iraniano *baga- "deus; senhor").  Dentro da teoria altaica, a palavra turca é herdada do proto-altaico *bēǯu "numerosos, ótimo".  A palavra do título ban também foi derivada do nome Bojan,  e também foram propostas línguas de origem iraniana [a], e germânica. [b]
O nome Avar bajan, que alguns estudiosos tentando explicar a origem do título interpretaram com o suposto significado de "governante da horda",  é atestado como o nome pessoal do século VI do grão-cã ávaro Beano I que liderou os ataques às províncias de o Império Bizantino.  Alguns estudiosos presumem que o nome pessoal era uma possível interpretação errônea de um título,   mas Beano já tinha o título de grão-cã, e o nome, bem como sua derivação, estão bem confirmados.  O ban entre os ávaros nunca foi atestada nas fontes históricas,  e, como tal, a derivação etimológica ávara não é convincente. 

### Pesquisas históricas

#### Século XX
As origens etimológicas e funcionais do título são desconhecidas.    Foi usado como "evidência" ao longo da história da historiografia para provar suposições ideológicas sobre os ávaros,  e teorias específicas sobre a origem dos primeiros croatas medievais.    O ponto de partida do debate foi o ano de 1837, e o trabalho do historiador e filólogo Pavel Jozef Šafárik, cuja tese influenciou gerações de estudiosos.  Em sua obra Slovanské starožitnosti (1837), e mais tarde Slawische alterthümer (1843) e Geschichte der südslawischen Literatur (1864), foi o primeiro a conectar o título de ban do governante, obviamente não de origem lexical eslava, que governava os župas da região de hoje de Lika, com os ávaros da Panônia.  Concluiu como os ávaros viviam naquele mesmo território, baseando a sua tese numa leitura literal da afirmação do capítulo 30 de Constantino VII, “ainda existem descendentes dos ávaros na Croácia, e são reconhecidos como ávaros”.  No entanto, os historiadores e arqueólogos modernos provaram até agora o contrário, que os ávaros nunca viveram na área da província romana da Dalmácia (incluindo Lika), e essa afirmação ocorreu algures na Panônia.   Šafárik presumiu que os ávaros pelo nome bayan chamavam seu governador e, no final, concluiu que ban deriva do "nome-título" Bayan, que também é uma palavra-título persa (ver turco bei para begue/bei persa), e negligenciou que deveria derivar do nome eslavo Bojan.  Sua tese seria posteriormente endossada por muitos historiadores, e tanto o ban dos eslavos do sul quanto o župan foram declarados como títulos oficiais dos ávaros, mas tinha mais a ver com a ideologia do estudioso da época do que com a realidade real. 
Franz Miklosich escreveu que a palavra, de origem croata, provavelmente foi expandida pelos croatas entre os búlgaros e os sérvios, enquanto se for persa, entre os eslavos é emprestada dos turcos.  Erich Berneker escreveu que isso se tornou por contração de bojan, que foi emprestado do bajan mongol-turco ("rico"), e observou que Bajan é um nome pessoal entre mongóis, ávaros, búlgaros, tártaros altaicos e quirguizes.  Đuro Daničić decidiu por uma solução intermediária; por origem é Avar ou Persa de bajan (duque). 
John Bagnell Bury derivou o título do nome de grão-cã ávaro Beano I, e do filho do búlgaro Grão-cã Cubrato, Beano, com o qual tentou provar a teoria búlgaro-avar (turca) sobre a origem dos primeiros croatas medievais.   O historiador Franjo Rački não descartou a possibilidade de que os eslavos do sul pudessem obtê-lo dos ávaros, mas não acreditou que isso tivesse acontecido na Dalmácia, mas em algum lugar da Panônia, e notou a existência de bân ("dux, custos") na língua persa.  Tadija Smičiklas e Vatroslav Jagić pensaram que o título não deveria derivar de bajan, mas de bojan, como está escrito nos registros históricos gregos (boan, boean). 
Vjekoslav Klaić apontou que o título antes do século XII está documentado apenas entre os croatas,  e não considerou um problema o fato de Bajan ser um nome pessoal e não um título, como visto na derivação mais aceita da palavra eslava *korljь (kral /lj, krol).  Ele mencionou ambas as teses (do turco-persa e do eslavo "bojan, bojarin"), bem como a derivação da teoria germano-gótica da bandeira e do poder do ban e do ban do rei. Gjuro Szabo compartilhava do ponto de vista semelhante de Klaić e enfatizou a ampla distribuição de um topônimo da Índia à Irlanda, e particularmente entre as terras eslavas, e considerou isso como uma impossibilidade derivada de um nome pessoal de um Grão-cã pouco conhecido, mas de uma palavra pré-histórica Ban ou Pan.  
Ferdo Šišić considerou que é impossível ter origem direta no nome pessoal de um governante avar porque o título necessita de uma continuidade lógica.  Ele duvidou de sua existência entre as tribos eslavas durante a grande migração e nos primeiros principados eslavos do sul.  Ele apoiou fortemente a tese Šafárik sobre os descendentes ávaros em Lika, agora descartada pelos estudiosos, e concluiu que naquele território eles tinham um governador separado a quem chamavam de bajan, do qual após a assimilação avar, passou a ser ban o título croata.  A tese do suposto título de governador Avar, Šišić, baseia-se em sua derivação pessoal de bajan do título Grão-cã.  Nada Klaić defendeu as mesmas reivindicações dos descendentes de Avar em Lika e considerou proibições e župans como oficiais e governadores de Avar. 
A última conclusão de Šišić e Klaić foi anteriormente contestada por Rački, que estudando antigos registros históricos observou que o ban só poderia ser alguém de uma das doze tribos croatas de acordo com o cartulário Supetar.  Este ponto de vista é apoiado pela Crônica de Duklja; Redação latina; Unaquaque in provincia banum ordinavit, id est ducem, ex suis consanguineis fratribus ([Svatopluk] em cada província recebeu um ban, e eles eram irmãos consanguíneos do duque); A redação croata define que todas os ban precisam ser nativas e nobres por origem. 
A visão dominante da época foi contestada principalmente por Stjepan Krizin Sakač, que enfatizou que a palavra bajan nunca é mencionada em fontes históricas como um título, o ban nunca é mencionada dessa forma e não há evidências de que ávaros e turcos alguma vez usou um título intimamente relacionado à ban.  Sakač conectou o bân croata com declarações de dois dicionários persas (lançados em 1893 e 1903); o substantivo bàn (senhor, mestre, homem ilustre, chefe), o sufixo bân (guarda) e o título sassânida merz-bân (مرزبان marz-bān, Marzobã).    Ele considerou que os primeiros croatas se originaram dos sármatas de língua iraniana, provavelmente alanos e aorsos.   A visão da possível origem iraniana (de ban; guardião, guarda), além de Avarian, foi compartilhada por estudiosos modernos como Vladimir Košćak, Horace Lunt e Tibor Živković.   

#### Século XXI
No século XXI, historiadores como Mladen Ančić (2013) e Neven Budak (2018) em sua pesquisa e síntese da história croata concluíram que a argumentação linguística Avar não é convincente e as fontes históricas apoiam mal tal tese, enfatizando antes a origem franca de o título.  Ančić enfatizou que a derivação ávara está relacionada à ideologização cultural e política desde o século XIX, o que evitou qualquer associação com a germanização e a herança alemã. Segundo ele, o título e suas funções derivam diretamente de um termo medieval germânico ban ou bannum, poder real de mobilização de exércitos e exercício da justiça posteriormente delegado aos condes, que foi amplamente utilizado na Francia. O arqueólogo Vladimir Sokol (2007) chegou independentemente a uma conclusão muito semelhante relacionando-o com a influência dos francos durante o seu controle da Ístria e da Libúnia.   Em 2013, o historiador Tomislav Bali notou a possível ligação do título com a unidade administrativa militar e territorial bandon do Império Bizantino.  O termo unitário deriva, tal como o grego bandon (do século VI) e o latim bandus e bandum (do século IX; estandarte), do gótico bandwō, termo militar usado pelas tropas que possuíam germânicos ou lutavam contra povos germânicos.  Bali considerou que os governantes croatas possivelmente foram influenciados pelo modelo bizantino na organização do território e tomou emprestada a terminologia e que tal tese pode estar relacionada ao argumento de Sokol sobre a influência ocidental. 

## Uso do título
As fontes dos primeiros períodos são escassas, mas as existentes mostram que desde a Idade Média "ban" era o título usado para os administradores de terras locais nas áreas dos Bálcãs para onde a população eslava do sul migrou por volta do século VII, nomeadamente no Ducado da Croácia (século VIII- c. 925), Reino da Croácia, Croácia em união com a Hungria (1102–1526), e muitas regiões governadas e influenciadas pelo Reino da Hungria como Banato da Bósnia (1154–1377), Banato de Severino (1228–1526), Banato de Macsó (1254–1496) e outros. De acordo com Noel Malcolm, o uso do título croata de "ban" na Bósnia indica que os laços políticos com o mundo croata existiam desde os primeiros tempos, enquanto o líder supremo dos sérvios sempre foi chamado de Grão-príncipe (Veliki Župan) e nunca de "ban". 
O significado do título mudou com o tempo: a posição de um ban pode ser comparada à de um vice-rei ou de um alto vassalo, como um duque hereditário, mas nenhuma delas é precisa para todos os ban históricos. Na Croácia reinou um ban em nome do governante, ele é o primeiro dignitário do estado depois do rei, o representante legal do rei, e tinha vários poderes e funções. 
Nas línguas eslavas do sul, o território governado por um ban era denominado Banovina (ou Banato), muitas vezes transcrito em inglês como Banate ou Bannate, e também como Banat ou Bannat.

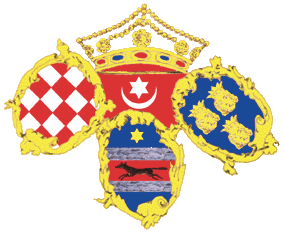
Estandarte do Ban da Croácia

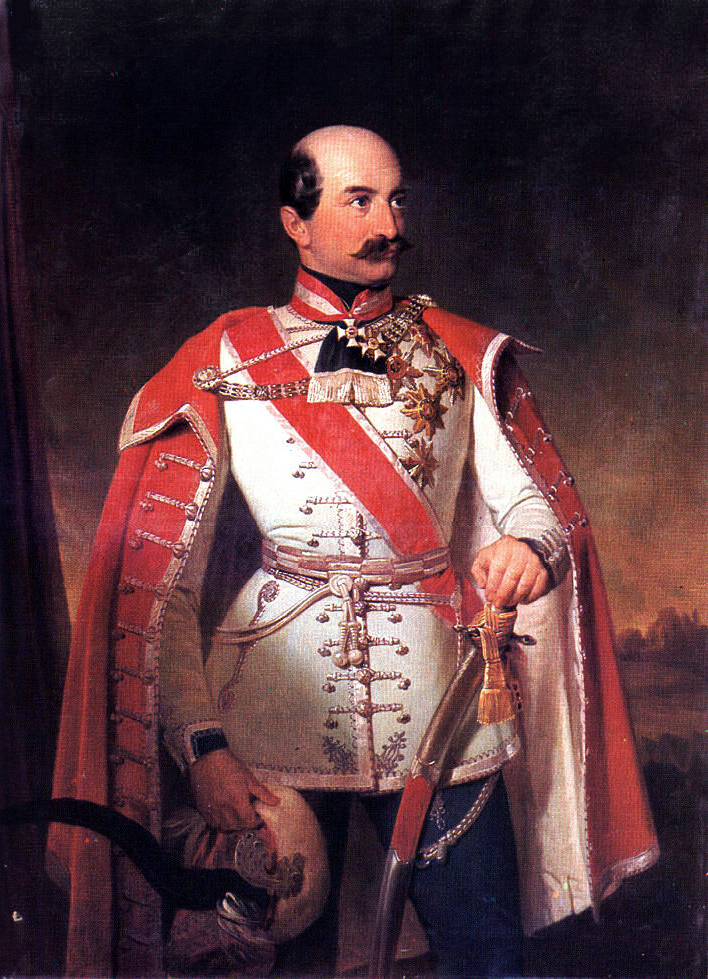
Josip Jelačić, Ban da Croácia (1848–1859)

### Croácia
O primeiro ban croata mencionada foi Pribina no século X, seguida por Godemiro (969–995), Gvarda ou Varda (c. 995–1000), Božeteh (c. 1000–1030), Estêvão Praska (c. 1035–1058), Gojčo (c. 1060–1069), e mais tarde Demétrio Zvonimir (c. 1070–1075) e possivelmente Pedro Snačić (c. 1075–1091) que se tornaria o último rei croata nativo.
A menção bastante tardia de meados do século X, porque não é mencionada em inscrições e cartas reais mais antigas, indica que não foi preservado do período do Grão-Canato Ávaro como foi anteriormente presumido na historiografia. Indica antes a influência da expansão da fronteira norte pelo rei Tomislau I da Croácia, após a conquista da Eslavônia pelos húngaros, tornando a posição de ban semelhante à de um margrave defendendo uma região fronteiriça.  Que a proibição foi significativa quase como um rei é visto em uma carta de 1042 na qual um certo ban "S", muito provavelmente Estêvão Praska, fundou por si mesmo um mosteiro de Chrysogoni Jaderæ concedendo-lhe terras, impostos, riqueza, gado, camponeses e que ele alcançou o título imperial bizantino de protoespatário. Este título imperial, de alguma forma relacionado com um ban, foi dado a governadores provinciais e governantes estrangeiros, e muito provavelmente foi usado para destacar a ligação entre a corte real croata e bizantina. 
Depois de 1102, quando a Croácia entrou em união pessoal com o reino húngaro, o título de ban foi nomeado pelos reis. A Croácia foi governada pelos vice-reis como um todo entre 1102 e 1225, quando foi dividida em duas banovinas distintas: Eslavônia e Croácia, e Dalmácia. Dois bans diferentes foram impostos até 1476, quando foi retomada a instituição de um ban único. O título de ban persistiu na Croácia mesmo depois de 1527, quando o país se tornou parte da monarquia dos Habsburgos, e continuou até 1918. No século XVIII, os bans croatas acabaram se tornando os principais funcionários do governo na Croácia. Eles também estavam à frente do governo de Ban (Tabula Banalis), efetivamente os primeiros primeiros-ministros da Croácia.

### Bósnia
No início, o estatuto da Bósnia como estado independente de facto flutuava, dependendo da época, em termos das suas relações com o Reino da Hungria e o Império Bizantino. Seus governantes eram chamados de proibições, e seu território, banovina. No entanto, os bans da Bósnia nunca foram vice-reis, no sentido de que os seus vizinhos no oeste da Croácia, nomeados pelo rei.
Os primeiros bans  da Bósnia mencionadas foram Borić (1154–1163) e Kulin (1163–1204).  As dinastias medievais da Bósnia que usaram o título Ban do século XII ao final do XIV incluem Borić, Kulinić com Ban Kulin e Matej Ninoslav sendo os membros mais proeminentes, e a dinastia Kotromanić.
Algumas das proibições mais proeminentes do século XII ao final do XIII incluem Ban Borić, Ban Kulin, Ban Stephen Kulinić, Ban Matej Ninoslav, Prijezda I, Prijezda II, Estêvão I e Estêvão II.
O estado medieval da Bósnia usou o título de "ban" até que os governantes adotaram o uso do título de "rei" sob o Reino da Bósnia, com o sucessor de Ban Estêvão II, Tordácato I sendo o primeiro a inaugurar o título de "rei".

### Reino da Hungria

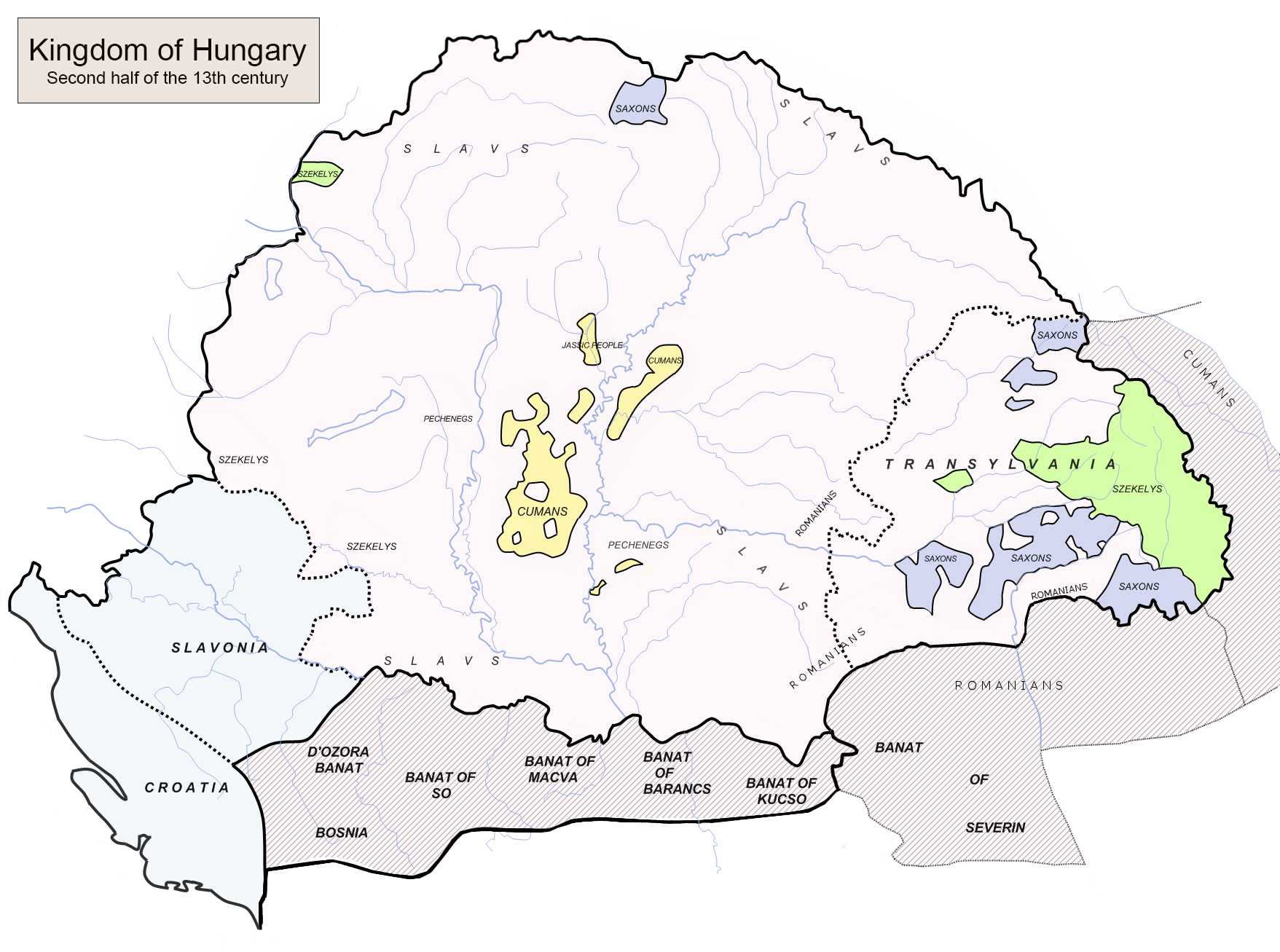
Banatos do Reino da Hungria nas fronteiras do sul

As regiões governadas e influenciadas pelo Reino da Hungria, além das da Croácia e da Bósnia, também foram formadas como banatos, geralmente como províncias fronteiriças nas atuais Sérvia, Romênia e Bulgária. Inclui:
- Banato de Só (século XII-1410) e Banato de Usora (século XII/XIII-1324/1463) cujo governo foi contestado pelo Banato e pelo Reino da Bósnia
- Banato de Severino (1228–1526) que no século XVI foi dividido entre a Hungria (ver Banato de Lugos e Karánsebes) e a Valáquia (ver Grande Banato de Craiova, Banato de Craiova)
- Banato de Macsó (1254–1284, 1319–1496)
- Banato de Braničevo, Banato de Kučevo e Banato de Baranja (século XIII) disputados entre o rei húngaro, os búlgaros Darman e Kudelin e o sérvio Estevão Dragutino
- Banato da Bulgária (1365–1369)

Como parte do sistema defensivo anti-otomano foram formados:
- Banato de Belgrado (1427–1521) na Sérvia
- Banato de Jajce (1463–1527) e Srebrenik (1464–1521/1521) na Bósnia

Em 1921 existia temporariamente Lajtabánság em Burguenlândia (Áustria).

### Bulgária
O título ban também foi concedida no Segundo Império Búlgaro em algumas ocasiões, mas permaneceu uma exceção. Um exemplo foi o governador de Sredets (Sófia) Ban Yanuka, no século XIV. 

### Reino da Iugoslávia
Ban também foi usado no Reino da Sérvia e no Reino da Iugoslávia do século XIX entre 1929 e 1941. Ban foi o título do governador de cada província (chamada banovina) do Reino da Iugoslávia entre 1929 e 1941. O peso do título era muito menor do que o de um cargo feudal de ban medieval.

## Legado
A palavra ban é preservada em muitos topônimos e nomes de lugares modernos, nas regiões onde antes reinavam os bans, bem como em nomes pessoais:
- Uma região no centro da Croácia, ao sul de Sisak, é chamada Banovina ou Banija [53]
- A região do Banato na Bacia da Panónia, entre os rios Danúbio e Tisza, agora na Romênia, Sérvia e Hungria
- Nas toponímias Bando, Bandola, Banj dvor e Banj stol e Banovo polje em Lika [57]
- Na Bósnia e Herzegovina existem numerosos topónimos, como Banbrdo, aldeia Banova Jaruga, cidade Banovići, e possivelmente Banja Luka [53] [58]

O termo ban ainda é usado na frase banski dvori ("corte do ban") para designar os edifícios que hospedam altos funcionários do governo. O Banski dvori em Zagreb acolhe o governo croata, enquanto o Banski dvor em Banja Luka acolheu o presidente da Republika Srpska (uma subdivisão de primeiro nível da Bósnia e Herzegovina) até 2008. O edifício conhecido como Bela banovina ("a banovina branca") em Novi Sad abriga o parlamento e o governo da Província Autônoma de Voivodina, na Sérvia. O edifício recebeu este nome porque anteriormente abrigou a administração do Banovina do Danúbio (1929–1941). Banovina é também o nome coloquial do edifício da Câmara Municipal de Split, e do edifício administrativo (reitoria e biblioteca) da Universidade de Niš.
No litoral croata banica ou banić significava "pequenas moedas de prata", em Vodice banica significava "moedas antigas e desconhecidas".  O Banovac foi uma moeda cunhada entre 1235 e 1384. No sentido de dinheiro, o mesmo ocorre na Romênia, na Bulgária (moedas de bronze) e no polonês antigo (xelim). 
O termo também é encontrado em sobrenomes pessoais: Ban, Banić, Banović, Banovac, Balaban, Balabanić.  Banović Strahinja, um filme de aventura iugoslavo de 1981, é baseado em Strahinja Banović, um herói fictício da poesia épica sérvia.